# Dubianella
Dubianella is een kevergeslacht uit de familie van de boktorren (Cerambycidae). De wetenschappelijke naam van het geslacht werd voor het eerst geldig gepubliceerd in 2004 door Morati & Huet.

## Soorten
Dubianella omvat de volgende soorten:
- Dubianella chrysogaster (Ritsema, 1888)
- Dubianella jiewhoei Bentanachs & Bosuang, 2013
- Dubianella podanyi Vives & Bentanachs, 2005